# Adriano Pimenta
Adriano Pimenta (ur. 14 listopada 1982) – brazylijski piłkarz występujący na pozycji pomocnika.

## Kariera piłkarska
Od 2000 do 2012 roku występował w Guarani FC, Nagoya Grampus Eight, FC Thun, Yokohama FC, Bragantino, Waitakere United, Blooming, Sport Recife, Grêmio Barueri, Fortaleza i Atlético Goianiense.